# ديفيد كوركري
ديفيد كوركري (بالإنجليزية: David Corkery)‏ هو لاعب اتحاد الرغبي أيرلندي، ولد في 6 نوفمبر 1972 في كورك في جمهورية أيرلندا.

## وصلات خارجية
- ديفيد كوركري على موقع دوري الرغبي الممتاز (الإنجليزية)
- ديفيد كوركري عل موقع إسبنسكروم (الإنجليزية)
- ديفيد كوركري على موقع ItsRugby.co.uk (الإنجليزية)